# Stade saint-germanois
 (mai 2018).
Si vous disposez d'ouvrages ou d'articles de référence ou si vous connaissez des sites web de qualité traitant du thème abordé ici, merci de compléter l'article en donnant les références utiles à sa vérifiabilité et en les liant à la section « Notes et références ».
 (décembre 2018).
Le Stade saint-germanois est un club omnisports fondé en 1904 à Saint-Germain-en-Laye. Il bénéficie des équipements et des terrains de sport municipaux, en particulier le Stade Georges-Lefèvre dont le centre d'entraînement était loué jusqu'en 2023 au Paris Saint-Germain Football Club.

## Hockey sur gazon
- 1927. Création de la section hockey sur gazon, actuellement le Saint-Germain-en-Laye Hockey Club.

## Tennis
L'association sportive « Stade saint-germanois Tennis Club », souvent connue sous le nom de « Tennis club des Loges », a été renouvelée en 1988.

## Football
Le Stade saint-germanois voit le jour le 21 juin 1904, à l'occasion de l'inauguration des installations sportives du Camp des Loges en forêt de Saint-Germain-en-Laye.
Le premier président est Félix Boyer. Club omnisports doté d'une section football, il s'affilie à l'Union des sociétés françaises de sports athlétiques (USFSA). La section football intègre le groupe Ouest du championnat de Paris de quatrième série, quatrième et dernier niveau du championnat régional parisien. Pour son premier match officiel, le Stade saint-germanois s'incline à domicile le 16 octobre 1904 face à la Société du Patronage laïque du Ve par un score fleuve de huit buts à un,.
À la suite de la disparition de l'USFSA, le Stade rejoint la Fédération française de football-association (FFFA) en 1921 et doit s'inscrire tout en bas de l'échelle du football parisien. Commence alors une lente ascension vers les sommets de la Ligue de Paris. En 1932, alors que le football professionnel est autorisé en France, le Stade évolue en « Promotion de 1re division », le quatrième niveau régional. Il dispute cette année-là la Coupe de France pour la première fois, dont il atteint les 32es de finale en 1949 et 1951.
Champion de Paris en 1957, le Stade se maintient parmi l'élite des clubs amateurs du CFA treize saisons durant, sous la conduite de son entraîneur Roger Quenolle et de son président Henri Patrelle. En point d'orgue, les « Blancs » de Saint-Germain atteignent les quarts de finale de la Coupe de France en 1969, où ils affrontent l'Olympique de Marseille. Le match aller a lieu au Parc des Princes devant 14 760 spectateurs, le retour au stade Vélodrome. La confrontation voit la logique qualification des professionnels marseillais. Troisième de son groupe de CFA en 1969, le Stade réitère la même performance l'année suivante. L'ouverture aux équipes amateurs de la Division 2 nationale, dite « open », mise en place cet été-là, dont Patrelle, membre du Conseil fédéral de la FFF, est l'un des instigateurs, offre la promotion aux joueurs sangermanois.
En 1970, cette section a pris son indépendance du Stade saint-germanois et fusionne avec le Paris Football Club, club qui avait été créé en 1969 et qui n'avait ni terrain ni équipe, afin de constituer le Paris Saint-Germain Football Club, PSGFC en abrégé.
Deux ans après la fusion, le 16 mai 1972, l'Assemblée générale ordinaire du club se réunit pour voter sur l'acceptation ou non du changement de nom exigé par la Mairie de Paris, à savoir que le club devait s'appeler Paris Football Club sans mention de Saint-Germain. Dans les faits, un premier dépouillement avait donné les partisans du « oui » vainqueurs. Mais, un recomptage change la donne : sur 1191 inscrits, il y a eu 939 votes exprimés ; 623 associés acceptent les conditions de la ville de Paris, 316 restent fidèles au nom « Paris Saint-Germain ». Cependant, pour pouvoir modifier les statuts du club, une majorité des 2/3 des votes exprimés est requise, soit dans ce cas là 626 voix. Il manque donc trois voix et dans ces conditions, la proposition est rejetée.
Le Paris Football Club décide alors de retrouver son indépendance, reprend son nom d'origine, reste en première division et récupère l'équipe professionnelle du PSGFC. Après ce divorce, l'ex-Stade saint-germanois retourne quant à lui en troisième division avec l'équipe réserve du PSGFC. Cependant, le président Henri Patrelle décide de conserver le nom de Paris-Saint-Germain Football Club, bien qu'il n'y ait officiellement plus de liens avec Paris. Contrairement au Paris FC, la section football du Stade saint-germanois n'a alors pas été recréée après la scission.

### Repères chronologiques

#### La construction d'un club de football régional (1904-1957)
- 1904. Fondation du club à Saint-Germain-en-Laye : le Stade saint-germanois. Le football y est pratiqué dès l'origine. Félix Boyer en est premier président. Saint-Germain entame sa carrière en championnat en « Promotion de Première Division » (équivalent D4 à l'époque) de l'USFSA. En cette même année 1904, l'USFSA fonde la FIFA à Paris.
- 1904. Inauguration des premières installations sportives du stade municipal du Camp des Loges dans la forêt de Saint-Germain-en-Laye. Le Stade saint-germanois s'y installe.
- 1905. L'équipe réserve du club joue son premier match le 15 janvier 1905 à Saint-Germain-en-Laye à 14 H30.
- 1910. Saint-Germain entame en fanfare le championnat USFSA de Troisième Série de Paris en atomisant le SC VIe Arrondissement 12-0. Malheureusement, le SC VIe déclare ensuite forfait général, moyennant quoi tous ses résultats sont annulés et ne peuvent pas être comptés comme performance pour Saint-Germain qui termine le championnat en milieu de tableau.
- Janvier 1921. À l'image des autres clubs membres du Comité Parisien de l'USFSA (fédération omnisports qui reconnaît le football en 1894 ; fondatrice de la FIFA, l'USFSA y représente la France de 1904 à juin 1908), le Stade Saint-Germain rejoint la FFFA (fondée en 1919 à la suite du CFI fondé en mars 1907, représentant de la France à la FIFA de juin 1908 à 1919). Georges Aubry est alors président du club dont le maillot est rayé verticalement rouge et bleu. Très vite, le club adopte toutefois une tenue blanche. Les compétitions USFSA de cette saison 1920-21 déjà bien entamée s'achèvent normalement au printemps.
- Juillet 1921. Le Stade Saint-Germain est inscrit en championnat de troisième division (D5 : 1D/P1D/2D/P2D/3D) de la Ligue de Paris dépendant de la FFFA. Cette « 3D » est trompeuse, car le nombre élevé des clubs engagés a contraint la Ligue à scinder en deux ses championnats, en doublant toutes ses divisions (2 groupes en 1D, par exemple).
- 1922. À partir de 1922 les clubs sont classés par catégorie; première catégorie : club disposant d'un terrain clos - deuxième catégorie : les autres clubs, comme le Stade Saint-Germain.
- 1922-1924. Pas de championnat pyramidale pour ses deux saisons; les clubs de première catégorie se groupent par huit dans un championnat par affinité, sous un nom de guerre (Dix, Loups, Spurs, Écureuil, etc.). L'US Saint-Germain est en 1923-24 au premier niveau du championnat de deuxième catégorie.
- Avril 1926. L'Union sportive de Saint-Germain est champion de deuxième division (D5) de la Ligue de Paris.
- 1932. Fusion de l'US Saint-Germain et du Saint-Germain Sports.
- 1932-1933. Alors que se crée le championnat de France professionnel, St-Germain évolue en championnat de promotion de première division de la Ligue Parisienne (équivalent D4 : DH/PH/1d/p1d).
- 18 septembre 1932. Première participation à la Coupe de France. Au premier tour préliminaire de l'épreuve, Saint-Germain sort à domicile l'US Métro.
- 9 octobre 1932. Première élimination en Coupe de France. Au deuxième tour préliminaire, Saint-Germain s'incline 4-2 à Enghien face au Stade Enghien-Ermont.
- 24 novembre 1935. Première confrontation face à une équipe professionnel dans le cadre des tours préliminaires de la Coupe de France. À Caen, Saint-Germain encaisse un lourd 8-1 face au SM Caen au quatrième tour préliminaire.
- 1938. Travaux d'envergure au stade municipal du Camp des Loges avec notamment la construction de tribunes et d'une piste d'athlétisme.
- 1942. Henri Patrelle (24 ans), défenseur central « lourdaud » (dixit Patrelle lui-même) du Stade Saint-Germain, devient dirigeant du club.
- 1945. Le stade d'honneur de football du Camp des Loges est rebaptisé « Stade Georges Lefèvre », du nom d'un joueur du Stade Saint-Germain mort au front en 1940.
- 9 janvier 1949. Première participation aux 32es de finale de la Coupe de France. À Amiens, face à Saint-Quentin (CFA), St-Germain (PH) s'incline 4-2.
- Mai 1949. Promotion en Division d'Honneur de la Ligue de Paris (équivalent D2 à l'époque : CFA/DH)
- 12 janvier 1951. Première confrontation en Coupe de France face à un club de CFP1. À Troyes, face au FC Nancy, St-Germain s'incline 6-1 en 32es.
- Mai 1951. St-Germain termine 2e sur 13 en DH de la Ligue de Paris, à sept points du champion, l'AS Amicale de Maisons-Alfort.

#### Le temps du championnat de France amateur de football (1957-1970)
- Mai 1957. Saint-Germain est champion de Paris de DH ; promotion en CFA. (équivalent D1 à l'époque : CFA)
- 18 août 1957. Roger Quenolle, ex-vedette du RC Paris, rejoint Saint-Germain. Entraîneur-joueur puis entraîneur, il reste en poste jusqu'en mai 1969.
- 3 septembre 1957. Premier match en CFA. À Nantes, St-Germain concède le match nul 1-1 face l'équipe première des Canaris.
- 8 septembre 1957. Après deux matches à l’extérieur (1 victoire et 1 nul), Saint-Germain est leader de son groupe de CFA.
- 20 avril 1958. Saint-Germain achève sa première saison en CFA à une prometteuse 4e place de son groupe.
- 27 mars 1960. Déterminante victoire 0-2 pour le maintien en CFA à Montreuil sur des buts de Perrin et Vivien.
- 7 janvier 1962. St-Germain passe le cap des 32es de finale de la Coupe de France. À Cambrai, St-Germain s'impose 1-0 face à Nœux-les-Mines.
- 28 janvier 1962. Première participation aux 16es de finale de la Coupe de France. À St-Ouen devant 15.609 spectateurs, Saint-Germain s'incline 3-0 face à Reims (CFP1).
- 20 janvier 1963. Saint-Germain est à nouveau stoppé en Coupe de France par un club de l'élite. En 32es de finale à Denain, Valenciennes s'impose 2-0.
- 12 janvier 1964. En 32es de finale à Imphy, St-Germain s'incline face Saint-Étienne, alors leader de la CFP1 (2-0).
- 11 décembre 1966. Score fleuve à l'occasion du 6e tour de la Coupe de France : St-Germain écrase l'US Bénédictine (Réunion) 14-0 devant 1.313 spectateurs au Camp des Loges. 7 buts par mi-temps: Guignedoux (8e, 22e), Bombray (9e, 29e, 36e), Fruhauff (23e, 38e), Prost (48e, 50e, 51e, 70e, 86e, 90e), Béreau (74e). Entré en jeu à la mi-temps, Michel Prost signe ainsi 6 buts en seconde période.
- 12 février 1967. 2e participation aux 16es de finale de la Coupe de France. À St-Ouen, face à Lille, St-Germain s'incline 2-0 devant 3.756 spectateurs.
- 18 mars 1967. St-Germain évolue au Parc des Princes en championnat (CFA) face à l'équipe première du Stade français à l'occasion d'un lever de rideau du match de CFP1 Stade français (pro)-Monaco (pro). St-Germain enchante le public du Parc et s'impose 0-4.
- 12 janvier 1969. St-Germain élimine l'AC Ajaccio (CFP1) en 32es de finale de la Coupe de France (3-2) à Fontainebleau devant 1.525 spectateurs. Buts SG : Prost (44e, 46e), Carré (58e). Buts ACA : Ruelle (9e), Marcialis (84e).
- 14 janvier 1969. À la suite de l'exploit en Coupe de France, Saint-Germain fait la première page de l'hebdomadaire France Football (N°1189).
- 24 février 1969. St-Germain élimine ES La Ciotat (2-1) en 16es de finale de la Coupe de France au Parc des Princes devant 6.234 spectateurs.
- 9 mars 1969. Affluence record au Camp des Loges : 4.593 spectateurs assistent au 8es de finale retour de la Coupe de France face à Évreux.
- 29 mars 1969. Première participation aux quarts de finale de la Coupe de France. Au Parc des Princes, St-Germain s'incline 0-2 face à l'OM devant 14.760 spectateurs. Les « Blancs » tiennent tête aux Olympiens pendant 72 minutes avant de s'incliner (Bonnel, 72e ; Joseph, 87e).
- 8 juin 1969. En s'imposant 2-0 au Camp des Loges face à Cambrai, St-Germain termine sa 11e saison en CFA au troisième rang du groupe Ouest. C'est la meilleure performance en championnat pour les « Blancs » ; Après 11 saisons passées à St-Germain, Roger Quenolle peut tirer sa révérence… et signer à Poissy où il devient l'un des piliers du club pendant 14 saisons.
- Juin 1969. Pierre Phelipon remplace Roger Quenolle au poste d'entraîneur.
- 21 septembre 1969. St-Germain s'impose 2-1 à Bollaert face au RC Lens dont l'équipe fanion évolue en CFA. Devant 1.042 spectateurs, Prost (33e) et Guignedoux (63e) signent les buts victorieux.
- 28 septembre 1969. Grâce à une victoire 3-0 à Creil, St-Germain passe en tête de son groupe de CFA après 5 journées sur 28.
- 30 novembre 1969. Saint-Germain obtient le nul 1-1 à Lille face au LOSC dont l'équipe fanion évolue désormais en CFA. Devant 711 spectateurs, Guignedoux (86e) arrache le point du nul.
- 10 mai 1970. Après avoir passé toute la saison en première ou deuxième position, St-Germain glisse au quatrième rang du classement du CFA-Nord à une journée de la fin à la suite d'un match nul sans but à Quevilly. Or, seules les trois premières places donnent cette saison, réforme des championnats oblige, un ticket qualificatif pour le nouveau Championnat National.
- 17 mai 1970. En s'imposant 2-0 face l'équipe première de l'US Valenciennes-Anzin, St-Germain reprend la 3e place dans son groupe de CFA, synonyme de qualification pour le championnat « open ». Il faut toutefois attendre encore une semaine avant de sabrer le champagne car le RC Lens doit encore disputer un match en retard à Saint-Quentin : en cas de victoire lensoise, Saint-Germain serait coiffé sur le fil par les Sang et Or au goal average particulier…

#### La création du Paris Saint-Germain Football Club (1970)
- 20 mai 1970. À l'initiative de la Fédération Française de Football qui est désireuse de voir Paris retrouver une équipe de football digne de son rang de capitale, il est fait une « fusion » entre le Stade Saint-Germain (CN) du président Henri Patrelle et le Paris Football Club (club virtuel, sic) pour donner naissance au Paris Saint-Germain FC. Le Paris Football Club avait été créé depuis déjà 18 mois, mais il n'avait toujours pas commencé son activité. La FFF s'étant impliquée dans ce projet qui s'était enlisé, elle ne voulait pas perdre sa crédibilité dans sa volonté de relancer le football de haut niveau à Paris. Le remboursement des donateurs aurait été du plus mauvais effet…
- 21 mai 1970. La « fusion » est entérinée lors d'une assemblée des associés du Paris Football Club. Par vote à mains levées, la « fusion » est adoptée à l'unanimité. C'était ça ou la dissolution du nouveau « club ».
- 24 mai 1970. Saint-Quentin et Lens font match nul à l'occasion d'un match en retard du CFA-Nord : Saint-Germain termine 3e de son groupe de CFA et hérite donc d'un ticket qualificatif au championnat National.
- 30 mai 1970. La FFF annonce la composition du prochain championnat national. Paris Saint-Germain FC figure logiquement dans cette liste de 48 clubs au titre de la 3e place du Stade St-Germain en CFA groupe Nord.
- 10 juin 1970. Signature du protocole de fusion entre Saint-Germain et le PFC.
- 26 juin 1970. « Fusion » du Stade Saint-Germain et du Paris FC. Le siège social du club, domicilié à la Mairie de Saint-Germain-en-Laye, est transféré dans le XVIIe arrondissement de Paris au 183 avenue de Clichy. Le président Patrelle hérite d'un fauteuil de vice-président, mais aussi, et surtout, du poste de président de la Commission sportive, celle qui gère le football. On note la présence de Fernand Sastre comme membre du bureau. Autre conséquence de cette « fusion », la section football du Stade Saint-Germain, rebaptisée Paris Saint-Germain FC, quitte la structure omnisports du Stade Saint-Germain. Rappelons ici que seule la section football est reconnue par la FFF au sein d'un club omnisports. La section foot est totalement libre de quitter ou d'intégrer une structure omnisports sans remettre en cause sa pérennité.
- 3 juillet 1970. Le Conseil fédéral de la 3F, avec l'accord de la Ligue parisienne, prononce la fusion du Stade Saint-Germanois (licence numéro 247) et du Paris Football Club (licence n° 24169) qui deviennent le Paris St-Germain football club, avec le numéro 247, et une correspondance à Saint-Germain-en-Laye (B.P. 28).

### Nouvelle tentative de Paris de s'approprier le club de Saint-Germain
- 21 septembre 1971. La ville de Paris propose d’accorder une subvention annuelle de 850.000 francs (129.000 euros) pour trois ans, mais exige que le club change de nom pour s'appeler Paris Football Club. Deux représentants de la municipalité parisienne font leur entrée dans le conseil d’administration du club pour essayer de faire passer cette exigence.
- 21 septembre 1971. La crise éclate officiellement entre Parisiens et Sangermanois. Guy Crescent, déçu par les différents problèmes internes, abandonne la présidence à Henri Patrelle. Le Conseil de Paris, malgré un appel à la raison des dirigeants du PSG, reste inflexible : pas de changement de nom, pas de subvention.

### Entraîneurs
- 1957-1969 :  Roger Quenolle
- 1969-1970 :  Pierre Phelipon

### Maillots
| Domicile                               |                     |
| -------------------------------------- | ------------------- |
| \| 1904-1970 \| 1904-1970 (Parfois) \| |                     |
| 1904-1970                              | 1904-1970 (Parfois) |